# Valentina Stenina
Valentina Stenina (n. 29 decembrie 1934, Babrujsk, RSS Bielorusă) este o sportivă ce a reprezentat Uniunea Republicilor Sovietice Socialiste, medaliată olimpică. A participat la 2 ediții ale Jocurilor Olimpice (1960, 1964) în care a câștigat o medalie de argint.